# Dariellina
Dariellina es un género de foraminífero bentónico de la subfamilia Nonioninae, de la familia Nonionidae, de la superfamilia Nonionoidea, del suborden Rotaliina y del orden Rotaliida. Su especie tipo es Daria daira. Su rango cronoestratigráfico abarca desde el Maastrichtiense (Cretácico superior) hasta el Paleoceno.

## Clasificación
Dariellina incluye a la siguiente especie:
- Dariellina daira †